# Maarten de Jonge
Maarten de Jonge (sinh ngày 9 tháng 3 năm 1985) là một cựu vận động viên đua xe đạp người Hà Lan đã thi đấu chuyên nghiệp cho 10 đội đua trong cả sự nghiệp của mình. Anh tuyên bố đã đặt vé cho Chuyến bay 370 và 17 của hãng hàng không Malaysia Airlines, nhưng đã hủy vé vào phút chót để tiết kiệm tiền.
Đến nay, chưa bao giờ được xác nhận độc lập rằng de Jonge đã từng đặt vé cho cả hai chuyến bay. Theo nguồn tin của Slate, de Jonge chỉ đề cập rằng anh muốn bay vào ngày MH17 bị rơi, nhưng anh chưa bao giờ đề cập rằng anh đã đặt vé cho chuyến bay đó. Slate cũng đề cập rằng không có lý do gì để de Jonge đặt chuyến bay trên MH370.

## Kết quả tại các giải đấu
2008
Internationale Wielertrofee Jong Maar Moedig: Thứ 3
Tour des Pyrénées: Thứ 5 (tổng thể)
2010
Flèche du Sud: Thứ 3 (tổng thể)
2011
Neuseen Classics: Thứ 8
2012
Tour de Serbie: Thứ 4 (tổng thể)
2014
Tour of Thailand: Thứ 1 vòng 4